# Manfred Braschler
Manfred Braschler (Imst, 8 ottobre 1958 – 2 agosto 2002) è stato un calciatore svizzero, di ruolo attaccante.

## Carriera

### Nazionale
Ha collezionato ventidue presenze con la propria Nazionale.